# Ластовень
Ласто́вень, также ластовник, ласточник, ваточник (лат. Vincetóxicum) — род растений семейства Кутровые (Apocynaceae); ранее род включали в семейство Ластовневые (Asclepiadaceae).
Виды рода Ластовень раньше иногда включали в род Цинанхум.

## Распространение

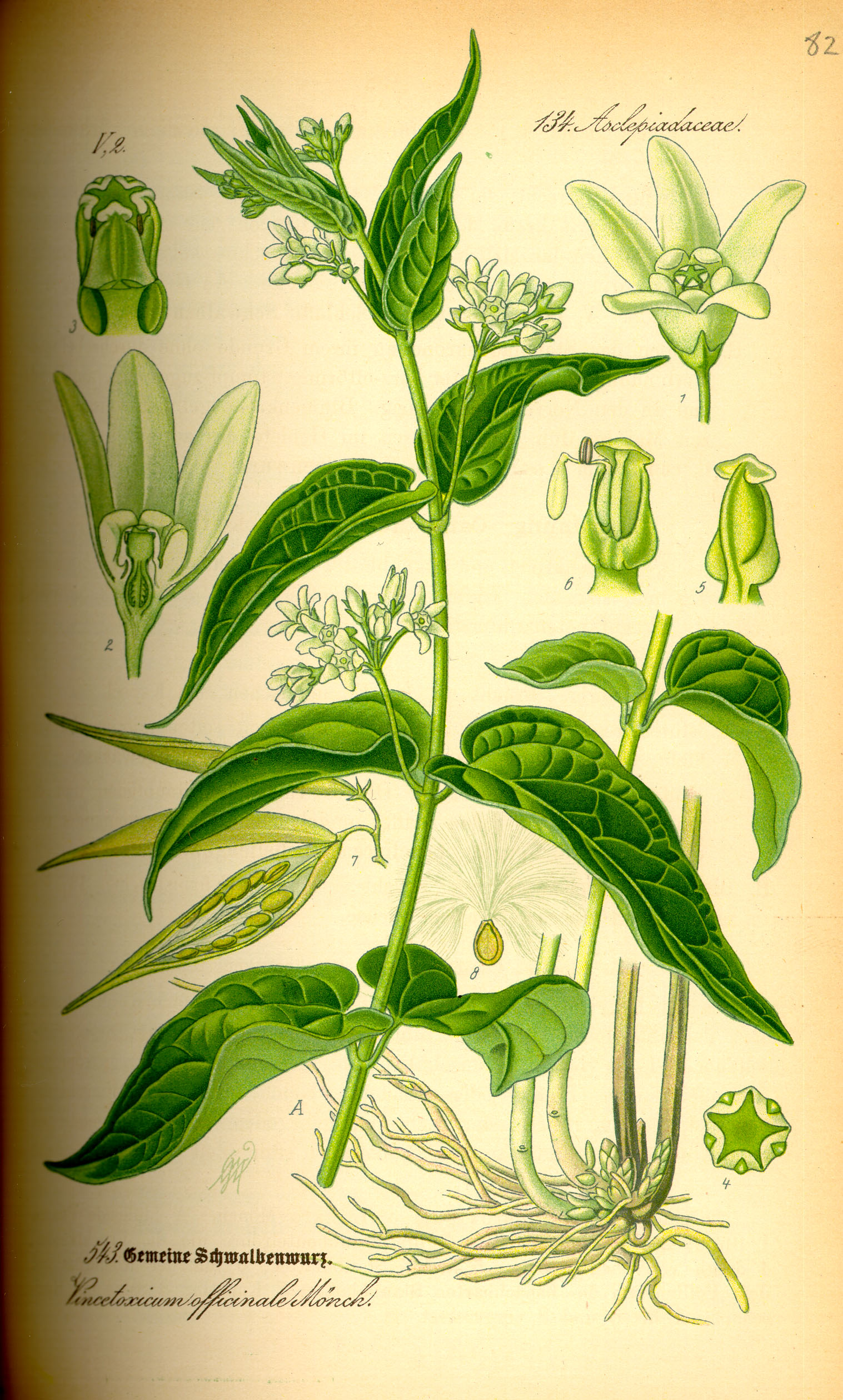

Насчитывается около 30 видов в умеренных областях Евразии, свыше 100 видов в Америке и несколько в Африке. В бывшем СССР более 25 видов, главным образом на юге Европейской части и на Кавказе.
Растёт по степным и каменистым склонам, кустарникам, опушкам, лесам.

## Ботаническое описание
Многолетние травы или низкие кустарники.
Корневище тонкое, ползучее.
Стебель одиночный, прямой, в нижней части голый, в верхней ― мелковолосистый, наверху вьющийся.
Листья супротивные или очередные, 5―14 см длиной, 3,5―7 см шириной, широкоовальные или овально-ланцетные.
Соцветия зонтиковидные или кистевидные, рыхлые, малоцветковые, с 1―6 цветками, в пазухах верхних листьев, на тонких цветоносах. Цветки мелкие, пятичленные, около 1,6 см в диаметре, белого, желтовато-белого, зеленоватого цвета, у Ластовня чёрного (Vincetoxicum nigrum) почти чёрного цвета.
Плод из 2 опушённых листовок; семена с хохолком из длинных волокон.
Наиболее распространён Ластовень ласточкин, или Ластовень лекарственный (Vincetoxicum hirundinaria, или Vincetoxicum officinale), — растение ядовитое, особенно для овец.

## Виды
По информации базы данных The Plant List, род включает 71 вид:
- Vincetoxicum albovianum (Kusn.) Pobedimova in Novit.
- Vincetoxicum aristolochioides (Miq.) Franch. & Sav.
- Vincetoxicum arnottianum (Wight) Wight
- Vincetoxicum austrokiusianum (Koidz.) Kitag.
- Vincetoxicum barbatum (R.Br.) Kuntze
- Vincetoxicum biflorum (Decne.) Kuntze
- Vincetoxicum brachystelmoides (P.I.Forst.) Liede
- Vincetoxicum calcareum (H.Ohashi) Liede
- Vincetoxicum canescens (Willd.) Decne.
- Vincetoxicum capparidifolium (Wight & Arn.) Kuntze
- Vincetoxicum cardiostephanum (Rech.f.) Rech.f.
- Vincetoxicum christinae (P.I.Forst.) Liede
- Vincetoxicum crassifolium (Zipp. ex Decne.) Kuntze
- Vincetoxicum cuspidatum (Zipp. ex Decne.) Kuntze
- Vincetoxicum darvasicum B.Fedtsch.
- Vincetoxicum decaisnei (E.Fourn.) Kuntze
- Vincetoxicum doianum (Koidzuma in Y.Doi) Kitag.
- Vincetoxicum ferrugineum (E.Fourn.) Kuntze
- Vincetoxicum funebre Boiss. & Kotschy
- Vincetoxicum fuscatum (Hornem.) Endl.
- Vincetoxicum glabrum (Nakai) Kitag.
- Vincetoxicum grandiflorum (R.Br.) Kuntze
- Vincetoxicum hirundinaria Medik. — Ластовень ласточкин
- Vincetoxicum huteri Vis. & Asch.
- Vincetoxicum inamoenum Maxim. — Ластовень неприятный
- Vincetoxicum jailicola Juz.
- Vincetoxicum japonicum (C.Morren & Decne.) Decne.
- Vincetoxicum juzepczukii (Pobed.) Privalova
- Vincetoxicum katoi (Ohwi) Kitag.
- Vincetoxicum laeve (Blume) Kuntze
- Vincetoxicum laxum Gren. & Godr.
- Vincetoxicum leucanthum K.Schum.
- Vincetoxicum liebianum (F.Muell.) Liede
- Vincetoxicum lutescens (Decne.) Kuntze
- Vincetoxicum maeoticum Barbar.
- Vincetoxicum magnificum (Nakai) Kitag.
- Vincetoxicum minus Walp.
- Vincetoxicum mugodsharicum Pobed.
- Vincetoxicum nanum (Buch.-Ham. ex Wight) Liede
- Vincetoxicum nigrum (L.) Moench — Ластовень чёрный
- Vincetoxicum nipponicum (Matsum.) Kitag.
- Vincetoxicum paniculatum (R.Br.) Kuntze
- Vincetoxicum pannonicum (Borhidi) Holub
- Vincetoxicum pingshanicum (M.G.Gilbert & P.T.Li) Liede
- Vincetoxicum pumilum Decne.
- Vincetoxicum raddeanum Albov
- Vincetoxicum rehmanni Boiss.
- Vincetoxicum rockii (M.G.Gilbert & P.T.Li) Liede
- Vincetoxicum rossicum (Kleopow) Barbar. — Ластовень русский
- Vincetoxicum × sakaianum (Honda) Kitag.
- Vincetoxicum sakesarense Ali & Khatoon
- Vincetoxicum scandens Sommier & Levier
- Vincetoxicum schmalhausenii (Kusn.) Litv.
- Vincetoxicum serpyllifolium (Kunth) Kuntze
- Vincetoxicum sibiricum Decne.
- Vincetoxicum speciosum Boiss. & Spruner
- Vincetoxicum stauropolitanum Pobed.
- Vincetoxicum stocksii Ali & Khatoon
- Vincetoxicum streptolobum (E.Fourn.) Kuntze
- Vincetoxicum struthianthus (E.Fourn.) Kuntze
- Vincetoxicum tanakae (Maxim. ex Franch. & Sav.) Franch. & Sav.
- Vincetoxicum tenue (Blume) Kuntze
- Vincetoxicum thailandense (P.T.Li) Liede
- Vincetoxicum unguiculatum Britton
- Vincetoxicum utriculosum (Costantin) Liede
- Vincetoxicum virgatum (Poir.) Kuntze
- Vincetoxicum volubile Maxim.
- Vincetoxicum wangii (P.T.Li & W.Kittr.) Liede
- Vincetoxicum woollsii (Benth.) Kuntze
- Vincetoxicum wrightii (A.Gray) A.Heller
- Vincetoxicum yamanakae (Ohwi & H.Ohashi) H.Ohashi